# Beppe Garella
Beppe Garella (... – 3 settembre 1992) è stato un imprenditore italiano, proprietario della Lenci dal 1942 al 1992.
Beppe Garella entrò in Lenci Società Anonima nel 1942, affiancando il padre Pilade e lo zio Flavio. Negli anni della seconda guerra mondiale, la Lenci fu bombardata per ben otto volte. Per non chiudere del tutto, disponendo soprattutto di macchine per cucire, la ditta si convertì alla produzione di lenzuola e pigiami per ospedali.
Dopo la guerra Beppe Garella intuì l'importanza di diversificare la produzione andando anche verso l'abbigliamento. Il 15 ottobre 1946 assunse l'artista Giuliana Giuntoli detta Fanni  che sarà la creatrice degli abiti Lenci, sia in panno sia in maglia. Sue anche molte figurine in ceramica come Studentino, Sposina, Pensierosa e moltissime altre legate ai soggetti di bambini e bambine. Le più famose sono Capri e Adorabile.
Durante la gestione di Beppe Garella collaborarono tra l'altro artisti come Mario Sturani, Camillo Ghigo e Michele Polito. Il rapporto ventennale di Garella con Mario Sturani fu sicuramente determinante per la produzione di ceramiche Lenci e la stima per questo artista fu tale da affidargli la direzione artistica della ditta.
Nel 1950 si recarono insieme in viaggio a Vallauris, città che ospitava l'officina di ceramica di Pablo Picasso, e da questa esperienza nacquero tutte le ceramiche "moderne" della Lenci ideate da Sturani, molto significative perché di rottura con il gusto classico.
Mario Sturani lavorò al fianco del Garella fino al 1964, anno in cui ebbe termine la produzione di ceramiche Lenci.
Negli anni 50 Beppe Garella ampliò la produzione della manifattura firmando un contratto con la Disney Company per la produzione dei personaggi dei lungometraggi disneyani (tra cui il Pinocchio di Walt Disney), contratto che avrà una ricaduta sia sulla produzione di pupazzi che delle ceramiche.
Sempre in quegli anni Beppe Garella si recò in visita ad Antibes dal celeberrimo umorista francese Raymond Peynet e da sua moglie, musa ispiratrice, Denise Damour. Con lui firmò un contratto per la produzione Lenci di piccole bambole che riproducevano gli innamorati. Di queste bamboline tuttavia non rimane quasi nulla, in quanto prodotte in un materiale simile alla gommapiuma, che con gli anni tende a sbriciolarsi. 
Nel 1956, intuendo la sempre più ampia diffusione della televisione e dei personaggi televisivi, Beppe Garella siglò un accordo per la diffusione dei personaggi del Mattatore e del Toro, dal programma televisivo di Vittorio Gassman.
Nel 1959 Maria Perego inventa Topo Gigio, anche lui nascente astro televisivo, presente prima a Canzonissima e poi nel 1961 come testimonial della Pavesi nel Carosello. Beppe Garella ne compera i diritti per la Lenci e produce diverse versioni, tutte in panno. Saranno oggetto di contratto anche i personaggi di Calimero (disegnato da Nino e Toni Pagot) conosciuto in televisione con la pubblicità della Miralanza e di Caballero e Carmencita, testimonial della Lavazza sempre negli anni del Carosello. Inventati dal grafico pubblicitario Armando Testa, raffigurano una donna messicana e il suo spasimante, che le propone di chiudere il gas e fuggire con lui. La Lenci li produrrà in coppia in una simpatica versione in panno.
Nel 1970 Beppe Garella ridisegna la moda Lenci e progetta egli stesso nuovi abiti e vertiginose minigonne, sempre in panno, dalle forme geometriche. Le sue creazioni furono presentate anche al Samia, uno dei primi saloni torinesi di abbigliamento, manifestazione sostituita pochi anni dopo da Milanovendemoda.
Negli anni 80 Beppe Garella cavalca la moda del collezionismo e decide di riproporre vecchi modelli di bambole Lenci in edizione limitata con grande successo negli USA.
Nel 1990 l'amicizia di Beppe Garella con Joseph Gottstein presidente della Sigikid, storica azienda tedesca, portò alla realizzazione delle bambole Futura, collezione che voleva fondere il gusto italiano delle bambole Lenci con un abbigliamento moderno, frutto del design della nota azienda tedesca.
Beppe Garella muore il 3 settembre 1992 e lascia l'azienda a sua figlia Bibija Garella.